# Maurice Bordrez
Maurice Bordrez est un pongiste français.
Il a été champion de France en 1939 et en 1946.
Il a remporté une médaille de bronze lors des championnats du monde par équipe en 1947, et une médaille d'argent en 1948,.